# Bernard Lagat
Bernard Kipchirchir Lagat (* 12. Dezember 1974 in Kapsabet) ist ein US-amerikanischer Mittel- und Langstreckenläufer kenianischer Herkunft. Er war Weltmeister über 1500 und 5000 Meter sowie zweimaliger Olympiamedaillengewinner.

## Leben
Lagat besuchte wie die früheren kenianischen Sportgrößen Henry Rono und Mike Boit die Washington State University, bis er dort im Jahr 2000 im Bereich Management Information Systems graduierte. 2003 nahm er die US-amerikanische Staatsbürgerschaft an. Seit 2004 startet er auch für die USA. Lagat lebt in Tucson und Tübingen mit seiner Frau und seinem Sohn. Er ist 1,73 m groß und wiegt 61 kg.

## Karriere
Sein erster großer sportlicher Erfolg war der Sieg im 1500-Meter-Lauf bei den World Student Games 1999, womit er sich auch gleichzeitig für die Olympischen Spiele 2000 in Sydney qualifizierte. Dort errang er über 1500 Meter die Bronzemedaille hinter Noah Ngeny (KEN) und Hicham El Guerrouj (MAR).
Bei den Weltmeisterschaften in Edmonton gewann er ebenso Silber wie 2002 beim Weltcup in Madrid und bei den Afrikameisterschaften in Tunis. Bei den Hallenweltmeisterschaften gewann er 2003 2003 in Birmingham Silber über 1500 Meter und 2004 in Budapest Gold über 3000 Meter.
Bei den Olympischen Spielen 2004 in Athen errang er die Silbermedaille hinter Hicham El Guerrouj (MAR) und vor Rui Silva (POR). Sein Start war lange Zeit fraglich gewesen, da er im August 2003 positiv auf Erythropoetin (EPO) getestet wurde, worauf eine Sperrung erfolgte. Erst die B-Probe brachte ein negatives Ergebnis.
Bei den Weltmeisterschaften 2007 in Osaka wurde er Weltmeister über 1500 Meter in 3:34,77 min und über 5000 Meter in 13:45,87 min. Bei den Olympischen Spielen 2008 in Peking erreichte er jedoch über 1500 Meter nicht das Finale und über 5000 Meter nur den neunten Platz.
2009 gewann er bei den Weltmeisterschaften in Berlin über 1500 Meter die Bronzemedaille und über 5000 Meter die Silbermedaille. 2010 in Doha wurde er zum zweiten Mal Hallenweltmeister über 3000 Meter. Bei den Weltmeisterschaften 2011 in Daegu musste sich Lagat über 5000 Meter nur Mo Farah geschlagen geben und gewann mit einer Zeit von 13:23,64 min die Silbermedaille.
2012 verteidigte er bei den Hallenweltmeisterschaften in Istanbul seinen Titel über 3000 Meter. Bei den Olympischen Spielen in London wurde er Vierter über 5000 Meter.

## Persönliche Bestzeiten
- 800 m: 1:46,00 min, 10. August 2003, Berlin
  - Halle: 1:47,07 min, 20. Februar 1999, Reno
- 1000 m: 2:16,18 min, 31. August 2008, Gateshead
  - Halle: 2:18,12 min, 11. Februar 2007, Karlsruhe
- 1500 m: 3:26,34 min, 24, August 2001, Brüssel
  - Halle: 3:33,34 min, 11. Februar 2005, Fayetteville (Zwischenzeit)
- Meilenlauf: 3:47,28 min, 29. Juni 2001, Rom
  - Halle: 3:49,89 min, 11. Februar 2005, Fayetteville
- 2000 m: 4:55,49 min, 30. Juli 1999, Stockholm
  - Halle: 4:54,74 min, 15. Februar 2014, New York City
- 3000 m: 7:29,00 min, 29, August 2010,	Rieti
  - Halle: 7:32,43 min, 17. Februar 2007, Birmingham
- 5000 m: 12:53,60 min, 22. Juli 2011, Monaco
  - Halle: 13:07,15 min,	11. Februar 2012, New York City
- 10 km: 27:48 min, 10. Mai 2015, Manchester
- Halbmarathon: 1:02:00 h, 14. Januar 2018, Houston
- Marathon: 2:12:10 h, 7. Juli 2019, Gold Coast